# غارضة
غارضة هي قرية سعودية تقع جنوب غرب المملكة العربية السعودية - القنفذة - نمرة، وتابعة لمحافظة القنفذة إدارياً.

## الموقع
يحدها من الشمال المدارات ومن الجنوب فاجة ومن الشرق نمرة والغرب الصبغان.

## السكان
يسكن بغارضة مايقارب الـ 50 بيت ومايقارب 500 نسمه .